# Ranchi
Ranchi là một thành phố và là nơi đặt hội đồng thành phố (municipal corporation) của quận Ranchi thuộc bang Jharkhand, Ấn Độ.
Ranchi là trung tâm của phong trào Jharkhand, nơi kêu gọi một tiểu bang riêng biệt cho các khu vực bộ lạc ở miền Nam Bihar, miền bắc Orissa, miền tây Tây Bengal và khu vực phía đông của ngày nay Chhattisgarh. Tư cách Jharkhand được thành lập vào ngày 15 tháng 11 năm 2000 bằng cách tách một khu vực của Bihar của Chota Nagpur và Santhal Parganas. Ranchi đã được chọn là một trong một trăm thành phố Ấn Độ được phát triển thành thành phố thông minh dưới PM Narendra Modi's Sứ mệnh thành phố thông minh.

## Địa lý
Ranchi có vị trí 23°21′B 85°20′Đ / 23,35°B 85,33°Đ Nó có độ cao trung bình là 620 mét (2034 feet).

## Nhân khẩu
Theo điều tra dân số năm 2001 của Ấn Độ, Ranchi có dân số 846.454 người. Phái nam chiếm 53% tổng số dân và phái nữ chiếm 47%. Ranchi có tỷ lệ 74% biết đọc biết viết, cao hơn tỷ lệ trung bình toàn quốc là 59,5%: tỷ lệ cho phái nam là 80%, và tỷ lệ cho phái nữ là 68%. Tại Ranchi, 13% dân số nhỏ hơn 6 tuổi.